# Unidade Internacional dos Trabalhadores - Quarta Internacional
A Unidade Internacional dos Trabalhadores - Quarta Internacional (UIT-QI) é uma organização socialista revolucionária mundial fundada em 1997 na cidade de Barcelona, a orientação política dessa organização baseia-se nos fundamentos teóricos do ucraniano León Trotsky e do argentino Nahuel Moreno. Fazem parte da UIT-QI organizações como a Corrente Socialista dos Trabalhadores (CST) no Brasil, a Izquierda Socialista (IS) na Argentina e o Partido Socialismo y Libertad (PSL) na Venezuela. A UIT-QI publica a revista Correspondência Internacional. Algumas organizações que compõem a UIT-QI surgiram de rupturas da Liga Internacional dos Trabalhadores - Quarta Internacional (LIT-QI).

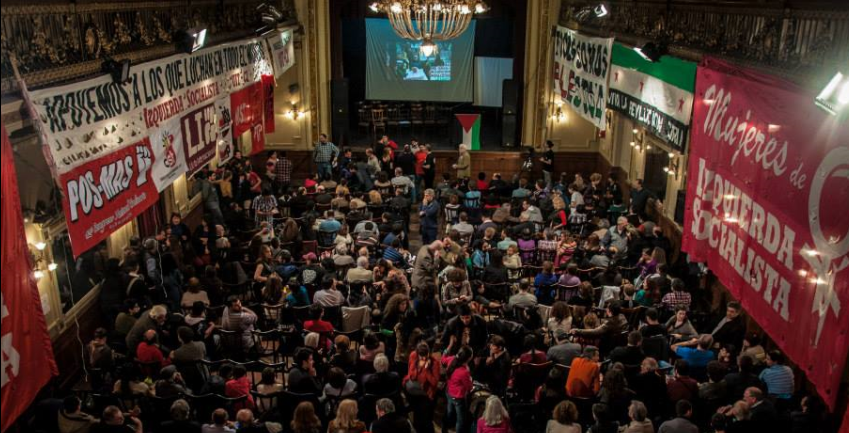
Congresso de Unificação da UIT-QI com os partidos da Espanha, da Turquia e do México, após profundos debates políticos e atividades conjuntas ao longo dos últimos anos. O congresso ocorreu no final de julho e no início de agosto de 2014 em Buenos Aires.

## Seções

### Seções oficiais
| País           | Seção                                                          | Periódico               |
| -------------- | -------------------------------------------------------------- | ----------------------- |
| Argentina      | Izquierda Socialista (IS)                                      | El Socialista           |
| Bolívia        | La Protesta                                                    | La Protesta             |
| Brasil         | Corrente Socialista dos Trabalhadores (CST)                    | Combate Socialista      |
| Chile          | Movimiento Socialista de los Trabajadores (MST)                | Opción Anticapitalista  |
| Colômbia       | Alternativa Socialista                                         | Alternativa Socialista  |
| Espanha        | Lucha Internacionalista (LI)                                   | Lucha Internacionalista |
| Estados Unidos | Socialist Core                                                 | Socialist Core          |
| França         | Groupe Socialiste Internationaliste (GSI)                      | L'Internationaliste     |
| México         | Partido Obrero Socialista - Movimiento al Socialismo (POS-MAS) | Pluma                   |
| Panamá         | Partido de las y los Trabajadores Panameños (PTP)              | Arriba los de Abajo!    |
| Peru           | Uníos en la Lucha                                              | Uníos                   |
| Turquia        | Partido de la Democracia Obrera (PDO)                          | Isçi Cephesi            |

### Seção simpatizante
| País     | Seção                            | Periódico     |
| -------- | -------------------------------- | ------------- |
| Alemanha | Komitee für Rätedemokratie (KRD) | Linke Zeitung |